# Cervo (Spagna)
Cervo è un comune spagnolo di 4 936 abitanti situato nella comunità autonoma della Galizia.

Nel 1996 il territorio comunale venne suddiviso e parte di esso divenne del nuovo comune di Burela.
Nella frazione di Sargadelos è attiva una rinomata fabbrica di ceramica, stabilita al principio del XIX secolo.

## Amministrazione

### Gemellaggi
- Cervo, Italia